# Histria
Histria, případně Istros, byla řecká polis nacházející se na pobřeží Černého moře a jezera Sinoe v dnešním Rumunsku, založená v 7. století př. n. l. osadníky z města Mílétos. Tento přístav těžil z obchodních kontaktů s Gety a těšil se značné prosperitě, zvláště v archaickém a klasickém období, přestože byl během dvanácti staletí své existence mnohokrát vypleněn.